# Xestia pyrrhothrix
Xestia pyrrhothrix är en fjärilsart som beskrevs av Charles Boursin 1963. Xestia pyrrhothrix ingår i släktet Xestia och familjen nattflyn. Inga underarter finns listade i Catalogue of Life.